# الميلة (جازان)
قرية الميلة، إحدى قرى منطقة جازان وهي قرية سكنية تابعة لبلدية محافظة محافظة بيش جنوب غرب المملكة العربية السعودية، تبعد حوالي 7 كم إلى الجنوب من محافظة بيش كما وتبعد حوالي 20 كم إلى الشمال من محافظة صبيا.

## الموقع
تقع الميلة  في الجزء الشمالي ضمن إقليم تهامة والذي ينحصر ما بين البحر الأحمر والمرتفعات الجبلية ويمر في هذا السهل وادي بيش وهو من أكبر أودية المنطقة والذي يرفده أكثر من تسعين رافداً وبذلك تتميز أراضي المنطقة بخصوبة أراضيها ذات الزراعات المتعددة، بالقرب من مدينة بيش، في الجزء الجنوبي الغربي من المملكة العربية السعودية، وتبعد حوالي ستين كيلومترا بالاتجاه الشمالي الشرقي من مدينة جازان، عند خط طول 42 درجة وخط العرض 17 درجة.

## انظر ايضاً
- حلة العزامة
- المجديرة
- السلامة العليا

## وصلات خارجية
- بيانات المجلس البلدي من الأمانة العامة لشؤون المجالس البلدية.
- حصر الخدمات بالمدن والقرى بمنطقة جازان.
- دليل الخدمات بمنطقة جازان.
- مصلحة الإحصاءات العامة والمعلومات.